# سیرین عبدالنور
سیرین عبدالنور (زاده ۲۱ فوریهٔ ۱۹۷۷)، مانکن، بازیگر و خواننده لبنانی است. او اولین آلبوم‌اش، شبی از شب‌ها (به عربی: ليلة من الليالي) را در سال ۲۰۰۴ روانه بازار کرد. در سال ۲۰۰۶ دومین آلبوم را با نام در چشمانم (به عربی: عليك عيوني) را منتشر کرد که آهنگ مشهورش اگه اون تو چشمام نگاه کنه (به عربی: لو بص في عيني) در همین آلبوم بود و بسیار مورد توجه قرار گرفت. سیرین، بازیگری را پیش از خوانندگی و با بازی در سریال‌های عربی در دههٔ ۱۹۹۰ آغاز کرده بود. وی در سال ۲۰۰۳ میلادی از مانکن‌های برتر در جهان شد. مجموعهٔ تلویزیونی «الادهم» نخستین نقش آفرینی سیرین عبدالنور در تلویزیون به‌شمار می‌رود. وی پیش از این با نقش‌آفرینی در کنار محمد هنیدی در فیلم سینمایی «رمضان ابوالعلمین» موفقیت چشمگیری کسب نموده بود. تازه‌ترین مجموعهٔ آهنگ سیرین عبدالنور با عنوان «شب‌ها» نیز با کامیابی روبه‌رو بوده و دو بار تجدید چاپ شده و هر بار ۵۰ هزار نسخه از آن در مصر به فروش رسیده‌است.

## زندگی حرفه‌ای

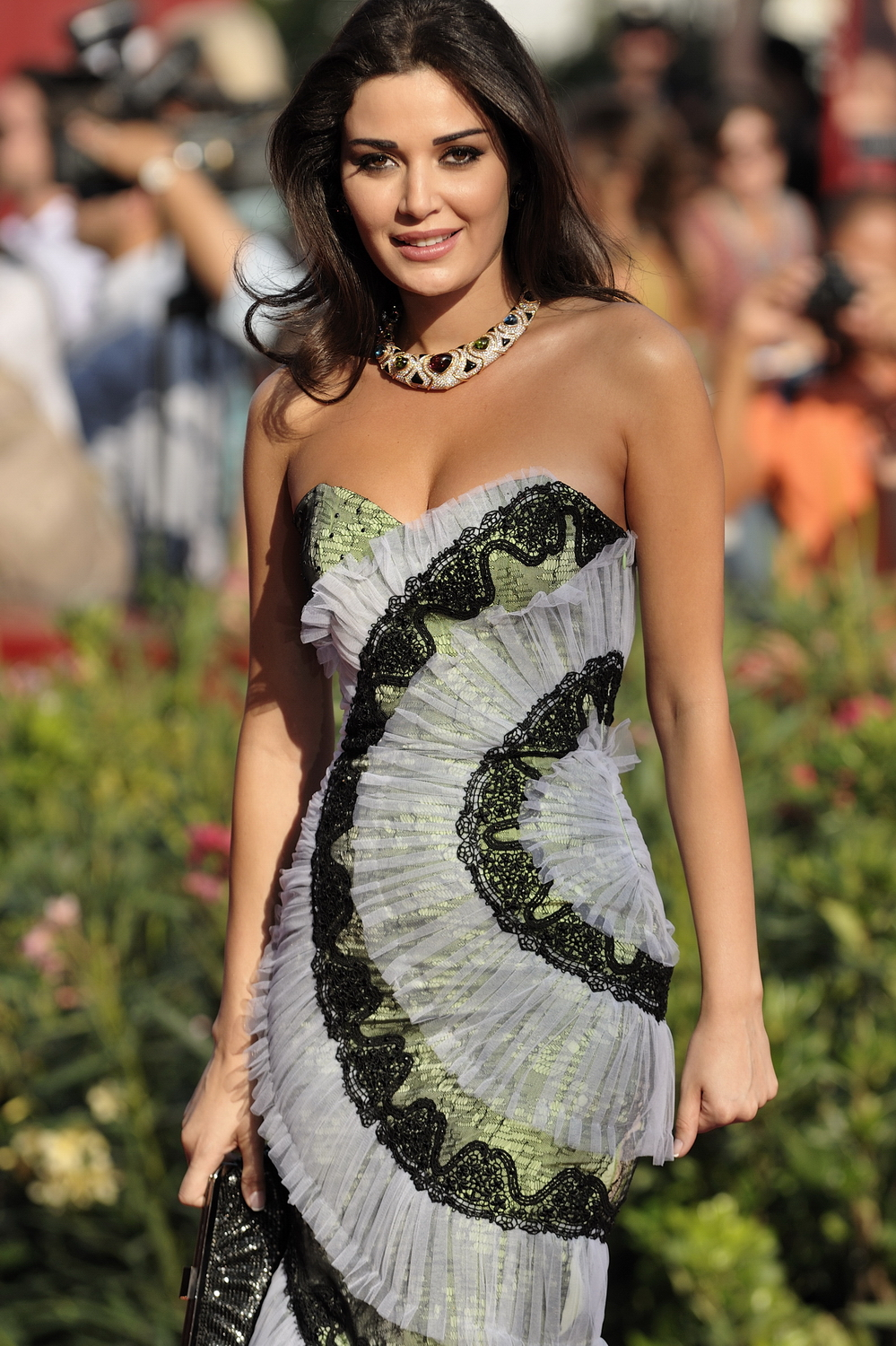
تصویری از سیرین عبدالنور

سیرین عبدالنور فعالیتش در زمینهٔ مدلینگ را از سال ۱۹۹۲ آغاز کرد. او سابقهٔ همکاری با طراحان شهیری چون، فلیچینا روسی، زهیر مراد، عبد محفوظ، رنتو بلسترا، میریل داغر و تری موگلر را دارد. در سال ۲۰۰۲ موفق شد جایزهٔ «بهترین مدل جهان» را از آن خود کند.
از سال ۱۹۹۸ به‌عنوان بازیگر با تلویزیون‌های عربی به‌همکاری پرداخت و در سریال‌هایی چون؛ داستان عشق، روبی و شهرزاد ایفای نقش کرد.

## زندگی شخصی
وی مسیحی ارتدکس یونانی است. سیرین عبدالنور در سال ۲۰۰۷ با فرید رحمه ازدواج کرد و در سال ۲۰۱۱ اولین کودکش تالیا را به‌دنیا آورد

## آلبوم‌ها
- شبی از شب‌ها (به عربی: ليلة من الليالي)
- در چشمانم (به عربی: عليك عيوني)
- شب‌های عشق (به عربی: ليالي الحب)
- با زبان فصیح عربی (به عربی: باللغة العربية الفصحى)لو بص فی بینه تنها

## فیلم‌شناسی

### تلویزیونی
- سریال داستان عشق (به عربی: سيرة الحب) (۹۰ قسمت) رمضان ۲۰۱۴
- (به عربی: غدا يوم آخر) - فابیین
- (به عربی: مريانا) - تونیا
- (به عربی: ابنتي) - منی + لنا
- (به عربی: غريبة) - زینة + کارلا
- (به عربی: السجينة) - سمر
- شهرزاد - شهرزاد
- (به عربی: قمر مشغرة) - ارزه
- (به عربی: حكايا)
- (به عربی: الأدهم)
- (به عربی: سارة) - سارة
- (به عربی: روبي) - روبی
- (به عربی: لعبة الموت) - بدور نایا
- (به عربی: ۲۴ قيراط) - بدور میرا
- بلا حدود

### سینمایی
- (به عربی: رمضان مبروك أبو العلمين حمودة) - نجلاء وجدی
- (به عربی: دخان بلا نار) - یمنی
- (به عربی: المسافر) - نورا + نادیه
- (به عربی: سوء تفاهم) - لینا